# Генрі Шиндіка
Генрі Шиндіка (англ. Henry Shindika, нар. 3 листопада 1985, Мванза) — танзанійський футболіст, який грає на позиції півзахисника в клубі «Мтібва Шугер», а також у національній збірній Танзанії. Відомий також за виступами в танзанійському клубі «Сімба» та норвезькому клубі «Конгсвінгер».

## Клубна кар'єра
У дорослому футболі дебютував 2006 року виступами за команду клубу місцевої Прем'єр-ліги «Сімба», в якій провів два сезони, був капітаном команди. У лютому 2009 року футболіст став гравцем клубу другого норвезького дивізіону «Конгсвінгер», з яким за рік піднявся до найвищого норвезького дивізіону. Щоправда, команда з Конгсвінгера за рік вибула назад до другого дивізіону. Незважаючи на пертурбації в долі команди, протягом 5 років Шиндіка був одним із гравців основного складу «Консвінгера».
У 2013 році Генрі Шиндіка повернувся до «Сімби», проте цього разу він грав у ній лише протягом одного року, а в 2014 році перейшов до складу команди «Мтібва Шугер».

## Виступи за збірну
2006 року дебютував в офіційних матчах у складі національної збірної Танзанії. У складі збірної грав до 2013 року. За час виступів у національній команді зіграв 51 матч, у яких відзначився 2 забитими м'ячами.

## Титули та досягнення
- Чемпіон Танзанії (1):

«Сімба»: 2007